# Раймонд Лео Берк
Раймонд Лео Берк (англ. Raymond Leo Burke; нар. 30 червня 1948, Ричленд Сентер) — американський куріальний кардинал, префект Верховного Трибуналу Апостольської Сигнатури (2010—2014), патрон Мальтійського ордену з 2014 по 2023 рік.

## Біографічні дані
У 1962–1968 роках навчався в духовній семінарії Святого Хреста в Ла-Кросс, штат Вісконсин. У 1968–1971 роках навчався в Католицькому університеті Америки у Вашингтоні. У 1971–1975 роках продовжив навчання у Папському Григоріанському університеті в Римі. 29 червня 1975 року висвячений на священика Папою Римським Павлом VI.
Після рукоположення Раймонд Лео Берк працював у католицькій парафії у Вісконсині і продовжував вивчати канонічне право. У 1984 році захистив докторську дисертацію з цієї дисципліни.
10 грудня 1994 року призначений єпископом Ла-Кросс. 6 січня 1995 року в Римі рукоположений у сан єпископа Папою Римським Іваном Павлом II.
2 грудня 2003 року Папа призначив єпископа Раймонда Лео Берка архієпископом-митрополитом Сент-Луїса, на місце кардинала Джастіна Френсіса Ріґалі. 29 червня 2004 року в Римі отримав митрополичий палій.
27 червня 2008 року Папа Бенедикт XVI призначив архієпископа Берка префектом Апостольської Сигнатури, а 20 листопада 2010 року надав йому сан кардинала-диякона римської дияконії Сант Агата деї Ґоті.
8 листопада 2014 року Папа Франциск звільнив кардинала Берка з обов'язків префекта Апостольської Сигнатури і призначив його патроном Мальтійського ордену.